# پریش ورمیلین (لوئیزیانا)
ورمیلیون پریش (به انگلیسی: Vermilion Parish) یک قصبه در ایالات متحده آمریکا است که در لوئیزیانا واقع شده‌است.

## خصوصیات
ورمیلیون پریش ۳٬۹۹۳٫۷۸ کیلومترمربع مساحت دارد.